# یزید بن حاتم المهلبی
یزید بن حاتم المهلبی (عربی: يزيد بن حاتم المهلبي؛ – ۱۳ مارس ۷۸۷) فرمانروای مصر در دوران خلافت عباسی بود.